# Je suis un sentimental
Pour plus de détails, voir Fiche technique et Distribution.
Je suis un sentimental est un film franco-italien réalisé par John Berry en 1955.

## Synopsis
À sa sortie de prison, Michel Gérard se rend chez Alice Gérard, son ex-femme et complice, pour la menacer de révélations compromettantes. Effrayée et ayant besoin d'argent pour fuir, elle menace l'un de ses amants, Olivier de Villeterre, qui la tue.
Un autre de ses amants, Jacques Rupert, rédacteur en chef des "Nouvelles de Paris", découvre le cadavre et appelle à l'aide son ami Barney Morgan. Ce dernier, persuadé de la culpabilité de Michel Gérard se met à sa recherche et le fait arrêter. Comme tout semble l'accuser, il est condamné à mort. 
L'avocate de Gérard, Marianne Colas, démontre à Barney que son client est innocent et le sauve de la guillotine au travers de mille périls, en faisant paraitre une édition spéciale qui confond les coupables. Marianne sera la récompense.

## Fiche technique
- Titre italien : Sono un sentimentale
- Réalisation : John Berry, assisté de Jacques Nahum
- Conseiller technique : Roger Dallier
- Scénario et adaptation : Lee Gold, Tamara Hovey, John Berry
- Dialogues : Jacques-Laurent Bost
- Décors : Maurice Colasson
- Photographie : Jacques Lemare
- Opérateur : André Dumaître
- Musique : Jeff Davis
- Montage : Marinette Cadix
- Son : Antoine Archimbaud
- Maquillage : Marcel Rey
- Coiffures : Odette Rey
- Photographe de plateau : Pierre Le Fauconnier
- Script-girl : Jeanne Witta
- Régisseur : Raymond Dupont
- Tournage du 2 mai au 8 juillet 1955
- Sociétés de production : Orex-Films, Hoche Productions (Paris) - Ariel Film, Carol Film (Rome)
- Production : Lucien Viard, Ray Ventura
- Directeur de production : Georges Bernier
- Société de distribution : Corona
- Pellicule 35 mm, noir et blanc
- Pays de production :  France,  Italie
- Langue : français
- Durée : 97 minutes
- Date de sortie : 
  - France : 7 octobre 1955

## Distribution
- Eddie Constantine : Barney Morgan reporter aux "Nouvelles de Paris"
- Bella Darvi : Marianne Colas, l'avocate de Gérard
- Paul Frankeur : Jacques Rupert, le rédacteur en chef des "Nouvelles de Paris"
- Aimé Clariond : M. de Villeterre, le grand patron
- Olivier Hussenot : Michel Gérard, le mari de la victime
- Walter Chiari : Dédé la couleuvre
- Robert Lombard : Olivier de Villeterre
- André Versini : Armand Sylvestre, le comédien
- Albert Rémy : Ledoux, le complice
- Cosetta Greco : Alice Gérard, la victime
- Albert Dinan : Henri
- René Hell : Raymond les binocles
- Charles Bouillaud : un gendarme
- Nina Myral : la malade
- Henry Charett : un avocat
- Paul Azaïs : un inspecteur
- Max Dejean : un gardien
- André Philip : l'explorateur
- René Worms : un voyageur
- Franck Maurice : un accusé
- Max Amyl : un journaliste
- Jacques Ary : le barman
- André Wasley : le directeur de la Santé
- Jackie Sardou : la concierge
- Jean Degrave : un avocat
- Alain Bouvette : l'inspecteur au théâtre
- Jean Clarieux : le nouveau locataire
- Raymond Brun
- Jean Duval
- Jean Sylvain : le valet
- Harry Max : le typo
- Antoinette Moya
- Umberto Spadaro : l'opéré
- Jean Brunel
- Tony Charley